# Петтері Таалас
Петтері Таалас (фін. Petteri Taalas; нар. 1961, Гельсінкі) — фінський метеоролог. Очільник Всесвітньої метеорологічної організації.

## Біографія
Народився у 1961 році у Гельсінкі. Навчався на факультеті фізики Гельсінського університету. Отримав ступінь доктора метеорологічних наук.
У 1997 році він став доцентом в Університеті Східної Фінляндії, а також читав лекції з динаміки атмосфери, глобальних змін і спостережень Землі в Гельсінському університеті та Гельсінському технологічному університеті. У 2000—2002 році — професор-дослідник в галузі дистанційного зондування озонового шару. У 2002 році став директором Фінського метеорологічного інституту. У 2005 році — директор Департаменту розвитку та регіональної діяльності. У 2007 році повернувся на посаду директора Метеорологічного інституту, яку займав до 2015 року.
Автор близько 50 публікацій з супутникових технологій, глобальних змін клімату і хімії атмосфери, а також десятків інших публікацій та презентацій.
З 1 січня 2016 року займає посаду Генерального секретаря Всесвітньої метеорологічної організації, на яку був обраний Світовим метеорологічним конгресом в 2015 році на чотирирічний термін повноважень.